# Verticordia huegelii
Verticordia huegelii là một loài thực vật có hoa trong Họ Đào kim nương. Loài này được Endl. miêu tả khoa học đầu tiên năm 1837.